# مقاطعة بيشان
مقاطعة بيشان (بالصينية: 皮山县) هي محافظة في الصين، تقع في ولاية خوتان ‏، وXinjiang Province, Republic of China ‏، بلغ عدد سكانها 258,210 نسمة وذلك حسب إحصائيات سنة 2010، عاصمتها قوما، تبلغ مساحتها 39,741.59 كيلومتر مربع، رمزها البريدي هو 845150.

## معرض صور

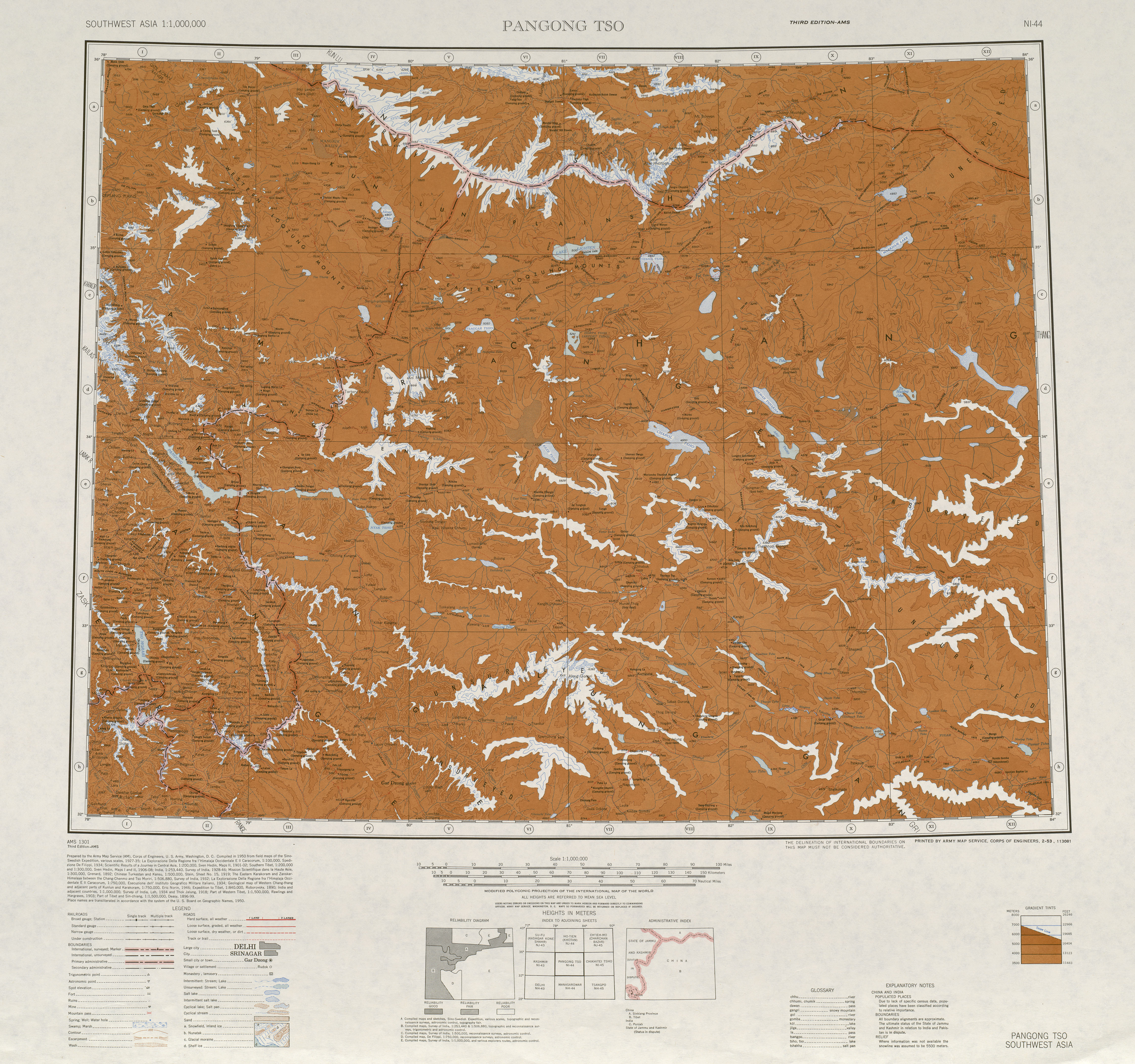
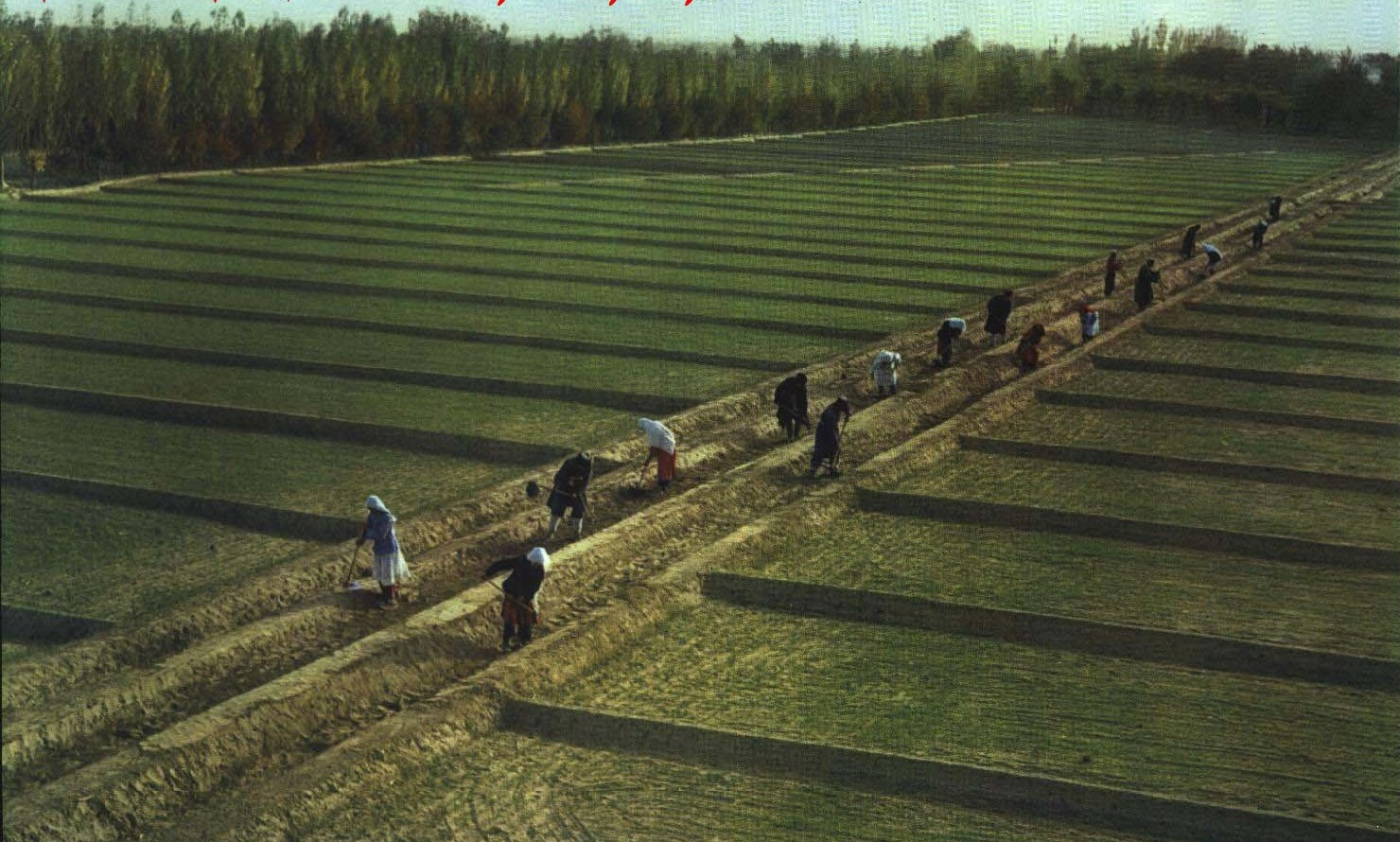
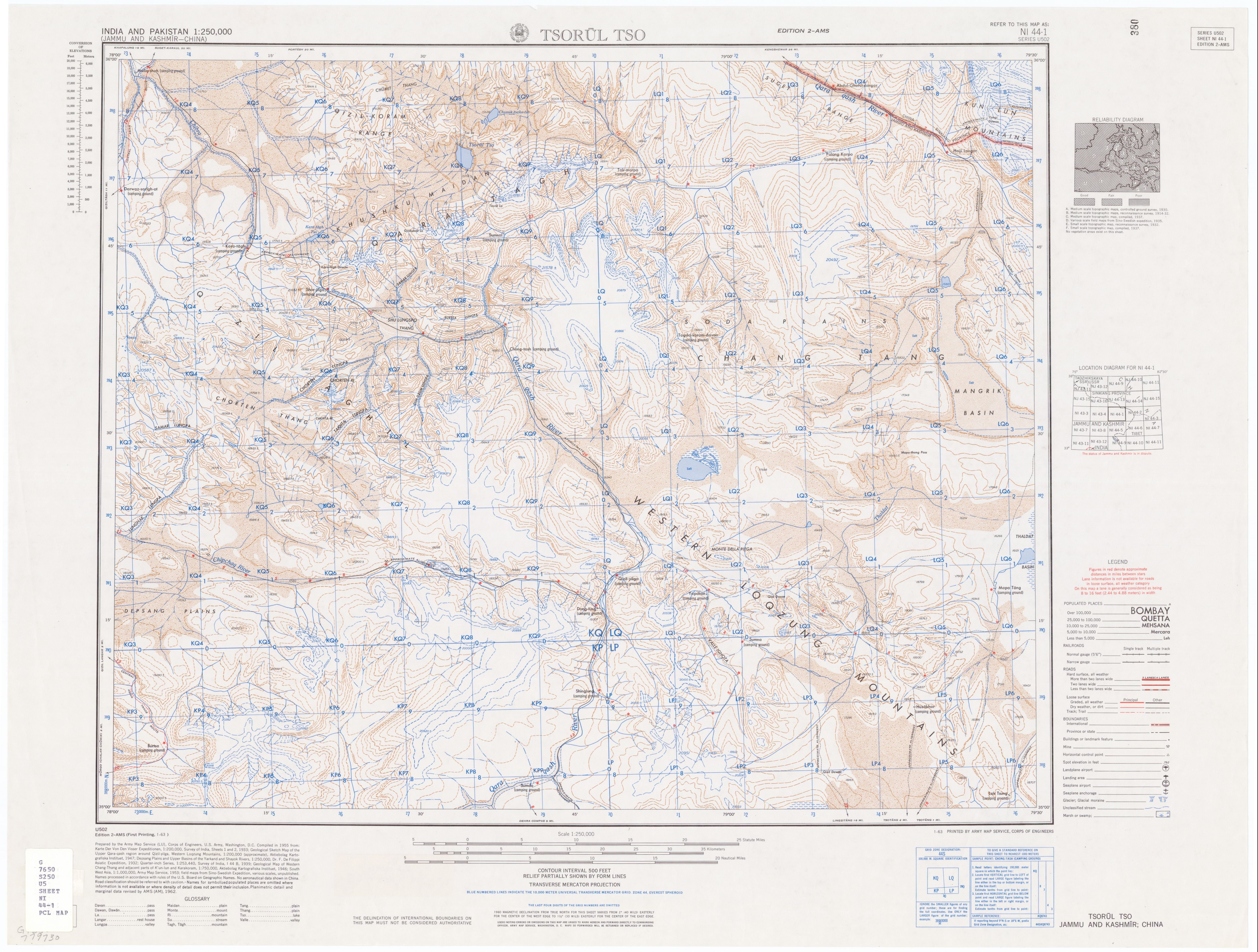
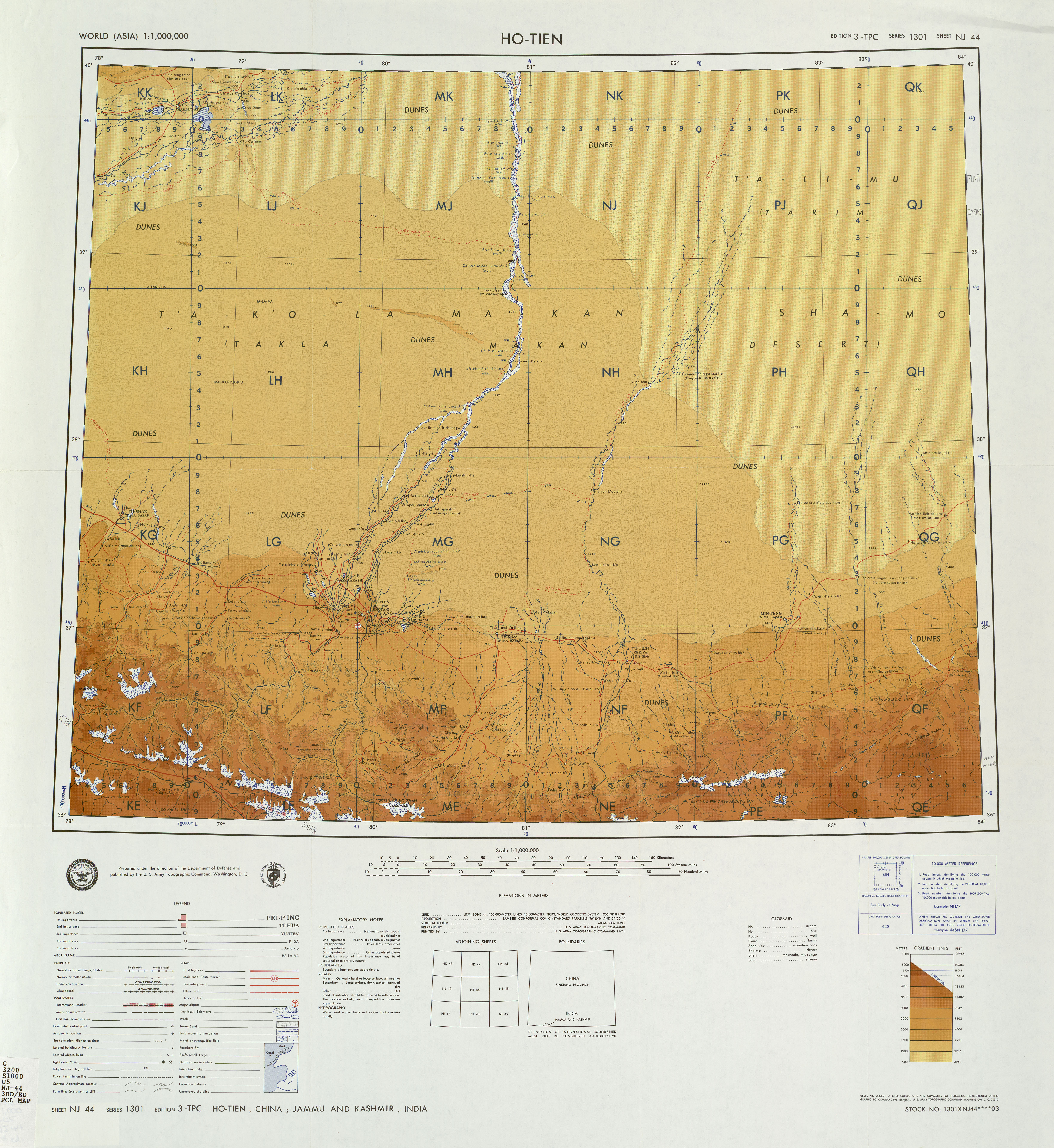
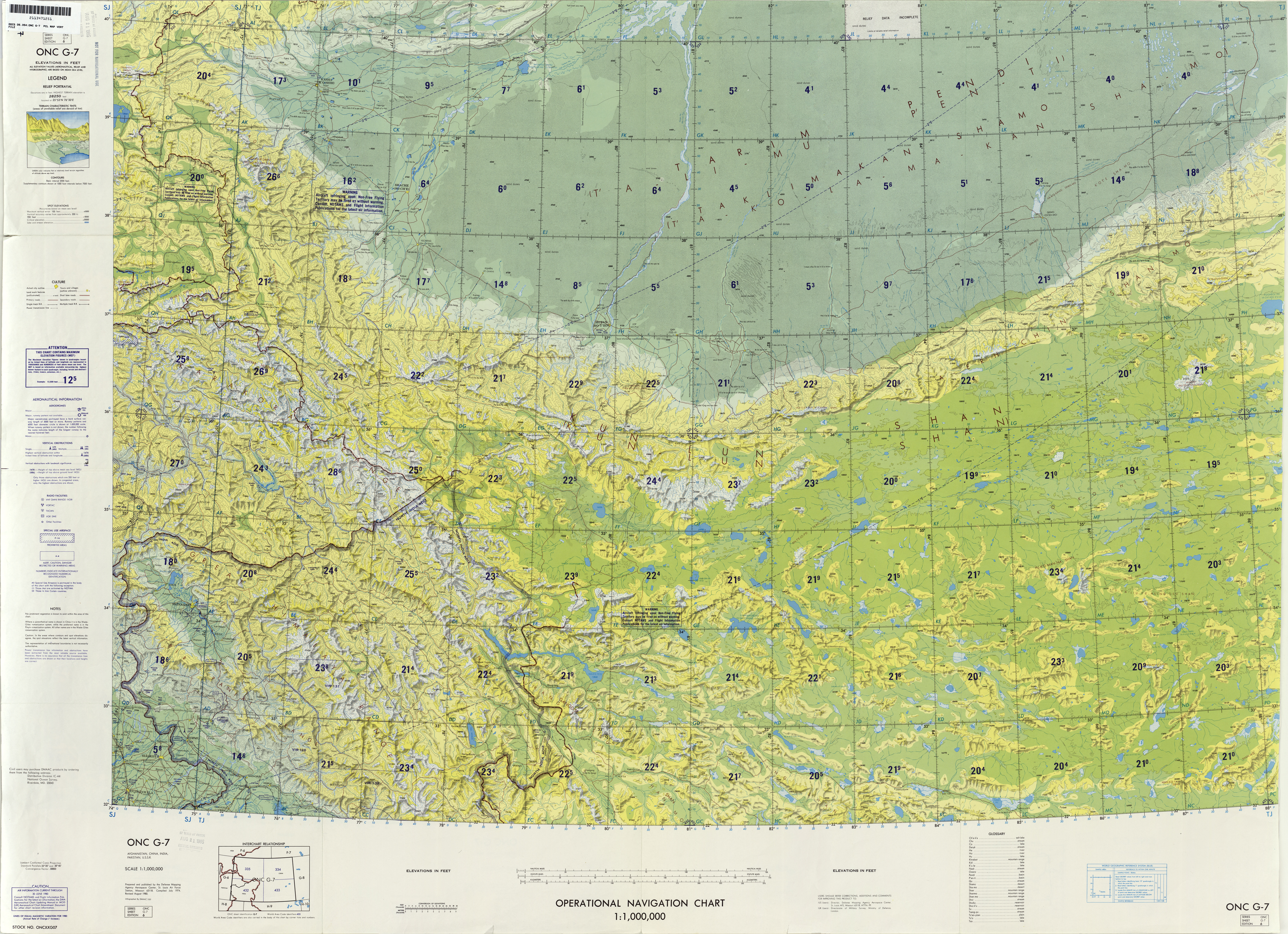

## التقسيمات الإدارية
- Shahidulla [الإنجليزية]‏
- Zangguy [الإنجليزية]‏
- Piyalma Township  [لغات أخرى]‏
- Bashlengger Township  [لغات أخرى]‏
- قوما.